# Дневниците на принцесата 2: Кралски бъркотии
„Дневниците на принцесата 2: Кралски бъркотии“ (на английски: The Princess Diaries 2: Royal Engagement) е комедийно-драматичен филм, екранна адаптация на романа на Мег Кабът от 2004 година.

## Сюжет
Миа е готова да приеме ролята си на принцеса на Женовия и забавленията започват. Но скоро, след като заживява в кралския дворец с баба си кралица Кларис, научава, че дните ѝ като принцеса са преброени – тя трябва да захвърли тиарата си и да я замени с короната. Не стига, че подготовката да управлява е тежка, ами и залозите за Миа се увеличават още повече – според женовийските закони принцесата трябва да се омъжи, преди да бъде коронясана. Сега Миа е преследвана от върволица ухажори и всеки иска да стане нейният крал. Търсенето на младоженеца предизвиква цял куп комедийни ситуации и усложнения.

## Български дублажи
| Озвучаващи артисти  | Елена Русалиева Венета Зюмбюлева Ирина Маринова Георги Георгиев-Гого Константин Каракостов Димитър Кръстев |
| Преводач            | Луиза Топузян                                                                                              |
| Тонрежисьор         | Наталия Василева                                                                                           |
| Режисьор на дублажа | Красимир Куцупаров                                                                                         |

| Озвучаващи артисти  | Нина Гавазова Петя Миладинова Елисавета Господинова Светозар Кокаланов Николай Николов Здравко Методиев |
| Преводач            | Ирина Ценкова                                                                                           |
| Тонрежисьор         | Димитър Кукушев                                                                                         |
| Режисьор на дублажа | Димитър Кръстев                                                                                         |